# Titus Flavius Norbanus
Titus Flavius Norbanus war ein im 1. Jahrhundert n. Chr. lebender Angehöriger des römischen Ritterstandes (Eques).
Durch ein Militärdiplom, das auf den 13. Mai 86 datiert ist, ist belegt, dass Norbanus Statthalter der Provinz Raetia war. In dieser Funktion schlug er im Winter 88/89 zusammen mit dem Statthalter der Provinz Germania inferior, Aulus Bucius Lappius Maximus, den Aufstand des Statthalters der Provinz Germania superior, Lucius Antonius Saturninus, nieder. Laut Cassius Dio war er danach als Prätorianerpräfekt in die Ermordung von Domitian am 18. September 96 verwickelt.
Aufgrund seines Namens dürfte er zum weiteren Familienkreis des flavischen Kaiserhauses gehört haben.